# 古賀正紘
古賀正紘（1978年9月8日—），前日本職業足球員，日本20歲以下足球代表隊成員。

## 俱乐部生涯
1997年，古賀正紘在名古屋鯨魚开始足球生涯。2007年转会至柏雷素爾，2010年转会至磐田喜悅，2012年转会至福岡黃蜂。2015年，引退。

## 日本國家足球隊
古賀正紘参加了1997年世界青年錦標賽。

## 外部連結
- （日語）J.League Data Site （页面存档备份，存于）